# Paolo Bustreo
Paolo Bustreo (Feltre, 29 marzo 1983) è un ex hockeista su ghiaccio italiano, che militava come attaccante.

## Carriera

### Club
Paolo Bustreo iniziò la propria carriera da giocatore con la maglia dello Zoldo, esordendo fra i professionisti in Serie A nella stagione 1999-2000.
Nelle due stagioni successive giocò invece in Serie B con la maglia del SG Cortina, con un breve prestito all'HC Val di Fassa nel corso della stagione 2001-02.
Dopo una sola stagione con la maglia dell'HC Bolzano Bustreo giocò dal 2003 al 2005 con l'HC Eppan-Appiano prima in Serie A e poi in Serie A2.
Nell'estate del 2005 si trasferì al Ritten Sport, conquistando nel corso delle stagioni un posto in Nazionale.
Nell'estate del 2008 Bustreo scese nuovamente di categoria dopo essere stato ingaggiato dai Vipiteno Broncos nella Serie A2. Al termine della stagione 2010-2011 la squadra fu promossa in Serie A.
Dal 2012 al 2016 ha vestito la maglia dell'HC Neumarkt-Egna, formazione con cui vinse l'Inter-National-League nella stagione 2013-2014.
Dal 2016 è tornato a vestire la maglia del Fassa, in Alps Hockey League. Fu una stagione molto positiva, e la squadra gli rinnovò il contratto anche per la stagione successiva. Il 31 gennaio 2018, tuttavia, Bustreo lasciò la squadra ladina per fare ritorno al Vipiteno, accettando d iridursi l'ingaggio per rendere possibile il trasferimento. Nonostante un infortunio alla spalla, che limitò a dieci (tra AHL e IHL-Elite) le sue presenze, e che lo costrinse ad un'operazione chirurgica al termine della stagione, Bustreo venne confermato anche per la stagione successiva.

### Nazionale
Bustreo esordì con la Nazionale italiana prendendo parte ai campionati mondiali Under-18 del 1998. In totale con le nazionali giovanili U18 e U20 vanta 11 punti in 25 presenze. Con la Nazionale maggiore prese invece a tre campionati mondiali di Gruppo A fra il 2006 e il 2008.
In azzurro ha disputato anche tre universiadi: Tarvisio 2003, Innsbruck 2005 e Torino 2007.

## Palmarès

### Club
- Campionato italiano - Serie A2: 2

Vipiteno: 2008-2009, 2010-2011
- Inter-National-League: 1

Egna: 2013-2014